# 188 (tal)
188 är det naturliga talet som följer 187 och som följs av 189.

## Inom vetenskapen
- 188 Menippe, en asteroid

## Inom matematiken
- 188 är ett jämnt tal.